# تصویری از جهنم
تصویری از جهنم (به ژاپنی: 地獄変 Jigoku-hen) فیلمی به کارگردانی شیرو تویودا است که در سال ۱۹۶۹ اکران شد. از بازیگران آن می‌توان به تاتسویا ناکادای و یوروزویا کینوسوکه اشاره کرد.